# Lista episoadelor din Supernatural
Supernatural: Aventuri în Lumea Întunericului este un serial de televiziune american în genurile fantastic, thriller, de acțiune, de groază. Serialul a fost creat de Eric Kripke și îi are ca protagoniști pe Jared Padalecki în rolul lui Sam Winchester și pe Jensen Ackles în rolul lui Dean Winchester, doi frați care vânează demoni, fantome, monștri și alte personaje paranormale. Serialul este produs de Warner Bros. Television în asociație cu Wonderland Sound and Vision. 
Aceasta este lista episoadelor din Supernatural:

## Prezentare generală
| Sezonul | Sezonul | Episoade | Premiera TV         | Premiera TV         |
| Sezonul | Sezonul | Episoade | Premiera sezonului  | Sfârșitul sezonului |
| ------- | ------- | -------- | ------------------- | ------------------- |
|         | 1       | 22       | septembrie 13, 2005 | mai 4, 2006         |
|         | 2       | 22       | septembrie 28, 2006 | mai 17, 2007        |
|         | 3       | 16       | octombrie 4, 2007   | mai 15, 2008        |
|         | 4       | 22       | septembrie 18, 2008 | mai 14, 2009        |
|         | 5       | 22       | septembrie 10, 2009 | mai 13, 2010        |
|         | 6       | 22       | septembrie 24, 2010 | mai 20, 2011        |
|         | 7       | 23       | septembrie 23, 2011 | mai 18, 2012        |
|         | 8       | 23       | octombrie 3, 2012   | mai 15, 2013        |
|         | 9       | 23       | octombrie 8, 2013   | mai 20, 2014        |
|         | 10      | 23       | octombrie 7, 2014   | mai 20, 2015        |
|         | 11      | 23       | 7 octombrie 2015    | 25 mai 2016         |
|         | 12      | 23       | 13 octombrie 2016   | 18 mai 2017         |
|         | 13      | 23       | 12 octombrie 2017   | 17 mai 2018         |
|         | 14      | 20       | 11 octombrie 2018   |                     |

## Episoade
În tabelele de mai jos, numărul din prima coloană se referă la numărul episodului în cadrul întregului serial, în timp ce numărul din a doua coloană indică numărul episodului în cadrul sezonului respectiv. "Audiență SUA (milioane)" se referă la cât de mulți americani au urmărit episodul în direct sau în ziua difuzării episodului respectiv.

### Sezonul 1 (2005–06)
| Nr. în serial | Nr. în sezon | Titlu               | Regia                 | Scenariu                                                                | Premiera TV        | Cod producție | Audiență SUA (milioane) |
| ------------- | ------------ | ------------------- | --------------------- | ----------------------------------------------------------------------- | ------------------ | ------------- | ----------------------- |
| 1             | 1            | „Pilot”             | David Nutter          | Eric Kripke                                                             | 13 septembrie 2005 | 475285        | 5,69                    |
| 2             | 2            | „Wendigo”           | David Nutter          | Poveste de: Ron Milbauer & Terri Hughes Burton Scenariu de: Eric Kripke | 20 septembrie 2005 | 2T6901        | 5.01                    |
| 3             | 3            | „Dead in the Water” | Kim Manners           | Sera Gamble & Raelle Tucker                                             | 27 septembrie 2005 | 2T6903        | 5.01                    |
| 4             | 4            | „Phantom Traveler”  | Robert Singer         | Richard Hatem                                                           | 4 octombrie 2005   | 2T6904        | 5.40                    |
| 5             | 5            | „Bloody Mary”       | Peter Ellis           | Poveste de: Eric Kripke Scenariu de: Ron Milbauer & Terri Hughes Burton | 11 octombrie 2005  | 2T6905        | 5.50                    |
| 6             | 6            | „Skin”              | Robert Duncan McNeill | John Shiban                                                             | 18 octombrie 2005  | 2T6906        | 5.00                    |
| 7             | 7            | „Hook Man”          | David Jackson         | John Shiban                                                             | 25 octombrie 2005  | 2T6902        | 5.08                    |
| 8             | 8            | „Bugs”              | Kim Manners           | Rachel Nave & Bill Coakley                                              | 8 noiembrie 2005   | 2T6907        | 4.47                    |
| 9             | 9            | „Home”              | Ken Girotti           | Eric Kripke                                                             | 15 noiembrie 2005  | 2T6908        | 4.21                    |
| 10            | 10           | „Asylum”            | Guy Bee               | Richard Hatem                                                           | 22 noiembrie 2005  | 2T6909        | 5.38                    |
| 11            | 11           | „Scarecrow”         | Kim Manners           | Poveste de: Patrick Sean Smith Scenariu de: John Shiban                 | 10 ianuarie 2006   | 2T6911        | 4.23                    |
| 12            | 12           | „Faith”             | Allan Kroeker         | Sera Gamble & Raelle Tucker                                             | 17 ianuarie 2006   | 2T6910        | 3.86                    |
| 13            | 13           | „Route 666”         | Paul Shapiro          | Brad Buckner & Eugenie Ross-Leming                                      | 31 ianuarie 2006   | 2T6912        | 5.82                    |
| 14            | 14           | „Nightmare”         | Phil Sgriccia         | Sera Gamble & Raelle Tucker                                             | 7 februarie 2006   | 2T6913        | 4.27                    |
| 15            | 15           | „The Benders”       | Peter Ellis           | John Shiban                                                             | 14 februarie 2006  | 2T6914        | 3.96                    |
| 16            | 16           | „Shadow”            | Kim Manners           | Eric Kripke                                                             | 28 februarie 2006  | 2T6915        | 4.22                    |
| 17            | 17           | „Hell House”        | Chris Long            | Trey Callaway                                                           | 30 martie 2006     | 2T6916        | 3.76                    |
| 18            | 18           | „Something Wicked”  | Whitney Ransick       | Daniel Knauf                                                            | 6 aprilie 2006     | 2T6917        | 3.67                    |
| 19            | 19           | „Provenance”        | Phil Sgriccia         | David Ehrman                                                            | 13 aprilie 2006    | 2T6918        | 3.62                    |
| 20            | 20           | „Dead Man's Blood”  | Tony Wharmby          | Cathryn Humphris & John Shiban                                          | 20 aprilie 2006    | 2T6919        | 3.99                    |
| 21            | 21           | „Salvation”         | Robert Singer         | Sera Gamble & Raelle Tucker                                             | 27 aprilie 2006    | 2T6920        | 3.26                    |
| 22            | 22           | „Devil's Trap”      | Kim Manners           | Eric Kripke                                                             | 4 mai 2006         | 2T6921        | 3.99                    |

### Sezonul 2 (2006–07)
| Nr. în serial | Nr. în sezon | Titlu                                      | Regia           | Scenariu                                                          | Premiera TV        | Cod producție | Audiență SUA (milioane) |
| ------------- | ------------ | ------------------------------------------ | --------------- | ----------------------------------------------------------------- | ------------------ | ------------- | ----------------------- |
| 23            | 1            | „In My Time of Dying”                      | Kim Manners     | Eric Kripke                                                       | 28 septembrie 2006 | 3T5501        | 3.93                    |
| 24            | 2            | „Everybody Loves a Clown”                  | Phil Sgriccia   | John Shiban                                                       | 5 octombrie 2006   | 3T5502        | 3.34                    |
| 25            | 3            | „Bloodlust”                                | Robert Singer   | Sera Gamble                                                       | 12 octombrie 2006  | 3T5503        | 3.78                    |
| 26            | 4            | „Children Shouldn't Play with Dead Things” | Kim Manners     | Raelle Tucker                                                     | 19 octombrie 2006  | 3T5504        | 3.29                    |
| 27            | 5            | „Simon Said”                               | Tim Iacofano    | Ben Edlund                                                        | 26 octombrie 2006  | 3T5505        | 3.65                    |
| 28            | 6            | „No Exit”                                  | Kim Manners     | Matt Witten                                                       | 2 noiembrie 2006   | 3T5506        | 3.38                    |
| 29            | 7            | „The Usual Suspects”                       | Mike Rohl       | Cathryn Humphris                                                  | 9 noiembrie 2006   | 3T5507        | 3.19                    |
| 30            | 8            | „Crossroad Blues”                          | Steve Boyum     | Sera Gamble                                                       | 16 noiembrie 2006  | 3T5508        | 3.16                    |
| 31            | 9            | „Croatoan”                                 | Robert Singer   | John Shiban                                                       | 7 decembrie 2006   | 3T5509        | 3.12                    |
| 32            | 10           | „Hunted”                                   | Rachel Talalay  | Raelle Tucker                                                     | 11 ianuarie 2007   | 3T5510        | 3.24                    |
| 33            | 11           | „Playthings”                               | Charles Beeson  | Matt Witten                                                       | 18 ianuarie 2007   | 3T5511        | 3.44                    |
| 34            | 12           | „Nightshifter”                             | Phil Sgriccia   | Ben Edlund                                                        | 25 ianuarie 2007   | 3T5512        | 3.42                    |
| 35            | 13           | „Houses of the Holy”                       | Kim Manners     | Sera Gamble                                                       | 1 februarie 2007   | 3T5513        | 3.37                    |
| 36            | 14           | „Born Under a Bad Sign”                    | J. Miller Tobin | Cathryn Humphris                                                  | 8 februarie 2007   | 3T5514        | 2.84                    |
| 37            | 15           | „Tall Tales”                               | Bradford May    | John Shiban                                                       | 15 februarie 2007  | 3T5515        | 3.03                    |
| 38            | 16           | „Roadkill”                                 | Charles Beeson  | Raelle Tucker                                                     | 15 martie 2007     | 3T5516        | 3.52                    |
| 39            | 17           | „Heart”                                    | Kim Manners     | Sera Gamble                                                       | 22 martie 2007     | 3T5517        | 3.38                    |
| 40            | 18           | „Hollywood Babylon”                        | Phil Sgriccia   | Ben Edlund                                                        | 19 aprilie 2007    | 3T5518        | 3.25                    |
| 41            | 19           | „Folsom Prison Blues”                      | Mike Rohl       | John Shiban                                                       | 26 aprilie 2007    | 3T5519        | 3.33                    |
| 42            | 20           | „What Is and What Should Never Be”         | Eric Kripke     | Raelle Tucker                                                     | 3 mai 2007         | 3T5520        | 3.11                    |
| 43            | 21           | „All Hell Breaks Loose (Part 1)”           | Robert Singer   | Sera Gamble                                                       | 10 mai 2007        | 3T5521        | 2.90                    |
| 44            | 22           | „All Hell Breaks Loose (Part 2)”           | Kim Manners     | Story by: Eric Kripke & Michael T. Moore Teleplay by: Eric Kripke | 17 mai 2007        | 3T5522        | 2.72                    |

### Sezonul 3 (2007–08)
| Nr. în serial | Nr. în sezon | Titlu                           | Regia           | Scenariu                                                                 | Premiera TV       | Cod producție | Audiență SUA (milioane) |
| ------------- | ------------ | ------------------------------- | --------------- | ------------------------------------------------------------------------ | ----------------- | ------------- | ----------------------- |
| 45            | 1            | „The Magnificent Seven”         | Kim Manners     | Eric Kripke                                                              | 4 octombrie 2007  | 3T6901        | 2.97                    |
| 46            | 2            | „The Kids Are Alright”          | Phil Sgriccia   | Sera Gamble                                                              | 11 octombrie 2007 | 3T6902        | 3.16                    |
| 47            | 3            | „Bad Day at Black Rock”         | Robert Singer   | Ben Edlund                                                               | 18 octombrie 2007 | 3T6903        | 3.03                    |
| 48            | 4            | „Sin City”                      | Charles Beeson  | Robert Singer & Jeremy Carver                                            | 25 octombrie 2007 | 3T6904        | 3.02                    |
| 49            | 5            | „Bedtime Stories”               | Mike Rohl       | Cathryn Humphris                                                         | 1 noiembrie 2007  | 3T6905        | 3.24                    |
| 50            | 6            | „Red Sky at Morning”            | Cliff Bole      | Laurence Andries                                                         | 8 noiembrie 2007  | 3T6906        | 3.01                    |
| 51            | 7            | „Fresh Blood”                   | Kim Manners     | Sera Gamble                                                              | 15 noiembrie 2007 | 3T6907        | 2.88                    |
| 52            | 8            | „A Very Supernatural Christmas” | J. Miller Tobin | Jeremy Carver                                                            | 13 decembrie 2007 | 3T6908        | 3.02                    |
| 53            | 9            | „Malleus Maleficarum”           | Robert Singer   | Ben Edlund                                                               | 31 ianuarie 2008  | 3T6909        | 2.95                    |
| 54            | 10           | „Dream a Little Dream of Me”    | Steve Boyum     | Poveste de: Sera Gamble & Cathryn Humphris Scenariu de: Cathryn Humphris | 7 februarie 2008  | 3T6910        | 2.68                    |
| 55            | 11           | „Mystery Spot”                  | Kim Manners     | Poveste de: Jeremy Carver & Emily McLaughlin Scenariu de: Jeremy Carver  | 14 februarie 2008 | 3T6912        | 2.97                    |
| 56            | 12           | „Jus in Bello”                  | Phil Sgriccia   | Sera Gamble                                                              | 21 februarie 2008 | 3T6911        | 3.23                    |
| 57            | 13           | „Ghostfacers”                   | Phil Sgriccia   | Ben Edlund                                                               | 24 aprilie 2008   | 3T6913        | 2.22                    |
| 58            | 14           | „Long Distance Call”            | Robert Singer   | Jeremy Carver                                                            | 1 mai 2008        | 3T6914        | 2.63                    |
| 59            | 15           | „Time Is on My Side”            | Charles Beeson  | Sera Gamble                                                              | 8 mai 2008        | 3T6915        | 2.55                    |
| 60            | 16           | „No Rest for the Wicked”        | Kim Manners     | Eric Kripke                                                              | 15 mai 2008       | 3T6916        | 3.00                    |

### Sezonul 4 (2008–09)
| Nr. în serial | Nr. în sezon | Titlu                                          | Regia           | Scenariu                                                        | Premiera TV        | Cod producție | Audiență SUA (milioane) |
| ------------- | ------------ | ---------------------------------------------- | --------------- | --------------------------------------------------------------- | ------------------ | ------------- | ----------------------- |
| 61            | 1            | „Lazarus Rising”                               | Kim Manners     | Eric Kripke                                                     | 18 septembrie 2008 | 3T7501        | 3.96                    |
| 62            | 2            | „Are You There, God? It's Me, Dean Winchester” | Phil Sgriccia   | Poveste de: Sera Gamble & Lou Bollo Scenariu de: Sera Gamble    | 25 septembrie 2008 | 3T7502        | 3.18                    |
| 63            | 3            | „In the Beginning”                             | Steve Boyum     | Jeremy Carver                                                   | 2 octombrie 2008   | 3T7504        | 3.51                    |
| 64            | 4            | „Metamorphosis”                                | Kim Manners     | Cathryn Humphris                                                | 9 octombrie 2008   | 3T7505        | 3.15                    |
| 65            | 5            | „Monster Movie”                                | Robert Singer   | Ben Edlund                                                      | 16 octombrie 2008  | 3T7503        | 3.06                    |
| 66            | 6            | „Yellow Fever”                                 | Phil Sgriccia   | Andrew Dabb & Daniel Loflin                                     | 23 octombrie 2008  | 3T7506        | 3.25                    |
| 67            | 7            | „It's the Great Pumpkin, Sam Winchester”       | Charles Beeson  | Julie Siege                                                     | 30 octombrie 2008  | 3T7507        | 3.55                    |
| 68            | 8            | „Wishful Thinking”                             | Robert Singer   | Poveste de: Ben Edlund & Lou Bollo Scenariu de: Ben Edlund      | 6 noiembrie 2008   | 3T7508        | 3.24                    |
| 69            | 9            | „I Know What You Did Last Summer”              | Charles Beeson  | Sera Gamble                                                     | 13 noiembrie 2008  | 3T7509        | 2.94                    |
| 70            | 10           | „Heaven and Hell”                              | J. Miller Tobin | Poveste de: Trevor Sands Scenariu de: Eric Kripke               | 20 noiembrie 2008  | 3T7510        | 3.34                    |
| 71            | 11           | „Family Remains”                               | Phil Sgriccia   | Jeremy Carver                                                   | 15 ianuarie 2009   | 3T7511        | 2.98                    |
| 72            | 12           | „Criss Angel Is a Douchebag”                   | Robert Singer   | Julie Siege                                                     | 22 ianuarie 2009   | 3T7512        | 3.06                    |
| 73            | 13           | „After School Special”                         | Adam Kane       | Andrew Dabb & Daniel Loflin                                     | 29 ianuarie 2009   | 3T7513        | 3.56                    |
| 74            | 14           | „Sex and Violence”                             | Charles Beeson  | Cathryn Humphris                                                | 5 februarie 2009   | 3T7514        | 3.37                    |
| 75            | 15           | „Death Takes a Holiday”                        | Steve Boyum     | Jeremy Carver                                                   | 12 martie 2009     | 3T7515        | 2.84                    |
| 76            | 16           | „On the Head of a Pin”                         | Mike Rohl       | Ben Edlund                                                      | 19 martie 2009     | 3T7516        | 3.37                    |
| 77            | 17           | „It's a Terrible Life”                         | James L. Conway | Sera Gamble                                                     | 26 martie 2009     | 3T7517        | 3.13                    |
| 78            | 18           | „The Monster at the End of This Book”          | Mike Rohl       | Poveste de: Julie Siege & Nancy Weiner Scenariu de: Julie Siege | 2 aprilie 2009     | 3T7518        | 3.27                    |
| 79            | 19           | „Jump the Shark”                               | Phil Sgriccia   | Andrew Dabb & Daniel Loflin                                     | 23 aprilie 2009    | 3T7519        | 2.70                    |
| 80            | 20           | „The Rapture”                                  | Charles Beeson  | Jeremy Carver                                                   | 30 aprilie 2009    | 3T7520        | 2.95                    |
| 81            | 21           | „When the Levee Breaks”                        | Robert Singer   | Sera Gamble                                                     | 7 mai 2009         | 3T7521        | 2.79                    |
| 82            | 22           | „Lucifer Rising”                               | Eric Kripke     | Eric Kripke                                                     | 14 mai 2009        | 3T7522        | 2.89                    |

### Sezonul 5 (2009–10)
| Nr. în serial | Nr. în sezon | Titlu                                   | Regia           | Scenariu                                                                           | Premiera TV        | Cod producție | Audiență SUA (milioane) |
| ------------- | ------------ | --------------------------------------- | --------------- | ---------------------------------------------------------------------------------- | ------------------ | ------------- | ----------------------- |
| 83            | 1            | „Sympathy for the Devil”                | Robert Singer   | Eric Kripke                                                                        | 10 septembrie 2009 | 3X5201        | 3.40                    |
| 84            | 2            | „Good God, Y'All!”                      | Phil Sgriccia   | Sera Gamble                                                                        | 17 septembrie 2009 | 3X5202        | 2.80                    |
| 85            | 3            | „Free to Be You and Me”                 | J. Miller Tobin | Jeremy Carver                                                                      | 24 septembrie 2009 | 3X5203        | 2.66                    |
| 86            | 4            | „The End”                               | Steve Boyum     | Ben Edlund                                                                         | 1 octombrie 2009   | 3X5204        | 2.62                    |
| 87            | 5            | „Fallen Idols”                          | James L. Conway | Julie Siege                                                                        | 8 octombrie 2009   | 3X5205        | 2.47                    |
| 88            | 6            | „I Believe the Children Are Our Future” | Charles Beeson  | Andrew Dabb & Daniel Loflin                                                        | 15 octombrie 2009  | 3X5206        | 2.59                    |
| 89            | 7            | „The Curious Case of Dean Winchester”   | Robert Singer   | Story by: Sera Gamble & Jenny Klein Teleplay by: Sera Gamble                       | 29 octombrie 2009  | 3X5207        | 2.90                    |
| 90            | 8            | „Changing Channels”                     | Charles Beeson  | Jeremy Carver                                                                      | 5 noiembrie 2009   | 3X5208        | 2.65                    |
| 91            | 9            | „The Real Ghostbusters”                 | James L. Conway | Story by: Nancy Weiner Teleplay by: Eric Kripke                                    | 12 noiembrie 2009  | 3X5209        | 2.69                    |
| 92            | 10           | „Abandon All Hope...”                   | Phil Sgriccia   | Ben Edlund                                                                         | 19 noiembrie 2009  | 3X5210        | 2.51                    |
| 93            | 11           | „Sam, Interrupted”                      | James L. Conway | Andrew Dabb & Daniel Loflin                                                        | 21 ianuarie 2010   | 3X5211        | 2.79                    |
| 94            | 12           | „Swap Meat”                             | Robert Singer   | Story by: Julie Siege & Rebecca Dessertine & Harvey Fedor Teleplay by: Julie Siege | 28 ianuarie 2010   | 3X5212        | 2.65                    |
| 95            | 13           | „The Song Remains the Same”             | Steve Boyum     | Sera Gamble & Nancy Weiner                                                         | 4 februarie 2010   | 3X5213        | 2.28                    |
| 96            | 14           | „My Bloody Valentine”                   | Mike Rohl       | Ben Edlund                                                                         | 11 februarie 2010  | 3X5215        | 2.51                    |
| 97            | 15           | „Dead Men Don't Wear Plaid”             | John Showalter  | Jeremy Carver                                                                      | 25 martie 2010     | 3X5214        | 2.95                    |
| 98            | 16           | „Dark Side of the Moon”                 | Jeff Woolnough  | Andrew Dabb & Daniel Loflin                                                        | 1 aprilie 2010     | 3X5216        | 2.40                    |
| 99            | 17           | „99 Problems”                           | Charles Beeson  | Julie Siege                                                                        | 8 aprilie 2010     | 3X5217        | 2.78                    |
| 100           | 18           | „Point of No Return”                    | Phil Sgriccia   | Jeremy Carver                                                                      | 15 aprilie 2010    | 3X5218        | 2.45                    |
| 101           | 19           | „Hammer of the Gods”                    | Rick Bota       | Story by: David Reed Teleplay by: Andrew Dabb & Daniel Loflin                      | 22 aprilie 2010    | 3X5219        | 2.82                    |
| 102           | 20           | „The Devil You Know”                    | Robert Singer   | Ben Edlund                                                                         | 29 aprilie 2010    | 3X5220        | 2.38                    |
| 103           | 21           | „Two Minutes to Midnight”               | Phil Sgriccia   | Sera Gamble                                                                        | 6 mai 2010         | 3X5221        | 2.53                    |
| 104           | 22           | „Swan Song”                             | Steve Boyum     | Story by: Eric Gewitz Teleplay by: Eric Kripke                                     | 13 mai 2010        | 3X5222        | 2.84                    |

### Sezonul 6 (2010–11)
Supernatural (sezonul 6)

### Sezonul 7 (2011–12)
Supernatural (sezonul 7)

### Sezonul 8 (2012–13)
Supernatural (sezonul 8)

### Sezonul 9 (2013–14)
Supernatural (sezonul 9)

### Sezonul 10 (2014–15)
| Nr. în serial | Nr. în sezon | Titlu                        | Regia                 | Scenariu                                                       | Premiera TV       | Cod producție | Audiență SUA (milioane) |
| ------------- | ------------ | ---------------------------- | --------------------- | -------------------------------------------------------------- | ----------------- | ------------- | ----------------------- |
| 196           | 1            | „Black”                      | Robert Singer         | Jeremy Carver                                                  | 7 octombrie 2014  | 4X5802        | 2.50                    |
| 197           | 2            | „Reichenbach”                | Thomas J. Wright      | Andrew Dabb                                                    | 14 octombrie 2014 | 4X5803        | 2.13                    |
| 198           | 3            | „Soul Survivor”              | Jensen Ackles         | Brad Buckner & Eugenie Ross-Leming                             | 21 octombrie 2014 | 4X5801        | 2.08                    |
| 199           | 4            | „Paper Moon”                 | Jeannot Szwarc        | Adam Glass                                                     | 28 octombrie 2014 | 4X5804        | 1.93                    |
| 200           | 5            | „Fan Fiction”                | Phil Sgriccia         | Robbie Thompson                                                | 11 noiembrie 2014 | 4X5805        | 2.17                    |
| 201           | 6            | „Ask Jeeves”                 | John MacCarthy        | Eric Carmelo & Nicole Snyder                                   | 18 noiembrie 2014 | 4X5806        | 2.54                    |
| 202           | 7            | „Girls, Girls, Girls”        | Robert Singer         | Robert Berens                                                  | 25 noiembrie 2014 | 4X5807        | 2.30                    |
| 203           | 8            | „Hibbing 911”                | Tim Andrew            | Story by: Jenny Klein & Phil Sgriccia Teleplay by: Jenny Klein | 2 decembrie 2014  | 4X5808        | 2.33                    |
| 204           | 9            | „The Things We Left Behind”  | Guy Norman Bee        | Andrew Dabb                                                    | 9 decembrie 2014  | 4X5809        | 2.62                    |
| 205           | 10           | „The Hunter Games”           | John Badham           | Eugenie Ross-Leming & Brad Buckner                             | 20 ianuarie 2015  | 4X5811        | 2.42                    |
| 206           | 11           | „There's No Place Like Home” | Phil Sgriccia         | Robbie Thompson                                                | 27 ianuarie 2015  | 4X5810        | 2.06                    |
| 207           | 12           | „About a Boy”                | Serge Ladouceur       | Adam Glass                                                     | 3 februarie 2015  | 4X5812        |                         |
| 208           | 13           | „Halt & Catch Fire”          | John Showalter        | Eric Charmelo & Nicole Snyder                                  | 10 februarie 2015 | 4X5813        |                         |
| 209           | 14           | „The Executioner's Song”     | Phil Sgriccia         | Robert Berens                                                  | 17 februarie 2015 | 4X5814        |                         |
| 210           | 15           | „The Things They Carried”    | John Badham           | Jenny Klein                                                    | 18 martie 2015    | 4X5815        | 1.73                    |
| 211           | 16           | „Paint it Black”             | John Showalter        | Brad Bucker & Eugenie Ross-Leming                              | 25 martie 2015    | 4X5816        | 1.70                    |
| 212           | 17           | „Inside Man”                 | Rashaad Ernesto Green | Andrew Dabb                                                    | 1 aprilie 2015    | 4X5817        | 1.70                    |
| 213           | 18           | „Book of the Damned”         | P. J. Pesce           | Robbie Thompson                                                | 15 aprilie 2015   | 4X5818        | 1.76                    |
| 214           | 19           | „The Werther Project”        | Stefan Pleszczynski   | Robert Berens                                                  | 22 aprilie 2015   | 4X5819        | 1.63                    |
| 215           | 20           | „Angel Heart”                | Steve Boyum           | Robbie Thompson                                                | 29 aprilie 2015   | 4X5820        | 1.74                    |
| 216           | 21           | „Dark Dynasty”               | Robert Singer         | Eugenie Ross-Leming & Brad Buckner                             | 6 mai 2015        | 4X5823        | 1.45                    |
| 217           | 22           | „The Prisoner”               | Thomas J. Wright      | Andrew Dabb                                                    | 13 mai 2015       | 4X5821        | 1.75                    |
| 218           | 23           | „Brother's Keeper”           | Phil Sgriccia         | Jeremy Carver                                                  | 20 mai 2015       | 4X5822        | 1.73                    |

### Sezonul 11 (2015–16)
Supernatural (sezonul 11)

### Sezonul 12 (2016–17)
Supernatural (sezonul 12)

### Sezonul 13 (2017–18)
Supernatural (sezonul 13)

### Sezonul 14 (2018–19)
| Nr. în serial | Nr. în sezon | Titlu                        | Regizat de          | Scris de                           | Data difuzării    | Cod de producție | US telespectatori (milioane) |
| ------------- | ------------ | ---------------------------- | ------------------- | ---------------------------------- | ----------------- | ---------------- | ---------------------------- |
| 288           | 1            | „Stranger in a Strange Land” | Thomas J. Wright    | Andrew Dabb                        | 11 octombrie 2018 | T13.21151        | 1.49                         |
| 289           | 2            | „Gods and Monsters”          | Richard Speight Jr. | Brad Buckner & Eugenie Ross-Leming | 18 octombrie 2018 | T13.21152        | 1.53                         |
| 290           | 3            | „The Scar”                   | Robert Singer       | Robert Berens                      | 25 octombrie 2018 | T13.21153        | 1.39                         |
| 291           | 4            | „Mint Condition”             | Amyn Kaderali       | Davy Perez                         | 1 noiembrie 2018  | T13.21154        | 1.46                         |
| 292           | 5            | „Nightmare Logic”            | Darren Grant        | Meredith Glynn                     | 8 noiembrie 2018  | T13.21155        | 1.43                         |
| 293           | 6            | „Optimism”                   | Richard Speight Jr. | Steve Yockey                       | 15 noiembrie 2018 |                  |                              |
| 294           | 7            | „Unhuman Nature”             | John Showalter      | Eugenie Ross-Leming & Brad Buckner | 29 noiembrie 2018 |                  |                              |
| 295           | 8            |                              | Eduardo Sánchez     |                                    |                   |                  |                              |

## Rating-uri Nielsen
| Sezonul | Rețea  | Interval de timp    | Premiera sezonului  | Sfârșitul sezonului | Poziție | Audiență (milioane) |
| ------- | ------ | ------------------- | ------------------- | ------------------- | ------- | ------------------- |
| 1       | The WB | Marți 9:00 pm       | 13 septembrie 2005  | 4 mai 2006          | #165    | 3.81                |
| 1       | The WB | Joi 9:00 pm         | 13 septembrie 2005  | 4 mai 2006          | #165    | 3.81                |
| 2       | The CW | septembrie 28, 2006 | mai 17, 2007        | #216                | 3.14    |                     |
| 3       | The CW | octombrie 4, 2007   | mai 15, 2008        | #187                | 2.74    |                     |
| 4       | The CW | septembrie 18, 2008 | mai 14, 2009        | #161                | 3.14    |                     |
| 5       | The CW | septembrie 10, 2009 | mai 13, 2010        | #125                | 2.64    |                     |
| 6       | The CW | Vineri 9:00 pm      | septembrie 24, 2010 | mai 20, 2011        | #209    | 2.42                |
| 7       | The CW | Vineri 9:00 pm      | septembrie 23, 2011 | mai 18, 2012        | #176    | 2.02                |
| 8       | The CW | Miercuri 9:00 pm    | octombrie 3, 2012   | mai 15, 2013        | #152    | 2.51                |
| 9       | The CW | Marți 9:00 pm       | octombrie 8, 2013   | mai 20, 2014        | #141    | 2.81                |
| 10      | The CW | Marți 9:00 pm       | octombrie 7, 2014   |                     |         |                     |

## Lansare pe discuri
| Sezonul | Sezonul | Episoade | Lansare Supernatural pe DVD | Lansare Supernatural pe DVD | Lansare Supernatural pe DVD          | Discuri |
| Sezonul | Sezonul | Episoade | Regiunea 1                  | Regiunea 2                  | Regiunea 4                           | Discuri |
| ------- | ------- | -------- | --------------------------- | --------------------------- | ------------------------------------ | ------- |
|         | 1       | 22       | septembrie 5, 2006          | octombrie 2, 2006           | septembrie 6, 2006 octombrie 3, 2007 | 6       |
|         | 2       | 22       | septembrie 11, 2007         | octombrie 29, 2007          | octombrie 3, 2007                    | 6       |
|         | 3       | 16       | septembrie 2, 2008          | august 25, 2008             | octombrie 1, 2008                    | 5       |
|         | 1–3     | 60       | septembrie 2, 2008          | august 25, 2008             | –                                    | 17      |
|         | 4       | 22       | septembrie 1, 2009          | noiembrie 2, 2009           | 6 ianuarie 2010                      | 6       |
|         | 1–4     | 82       | septembrie 1, 2009          | noiembrie 2, 2009           | –                                    | 23      |
|         | 5       | 22       | septembrie 7, 2010          | octombrie 18, 2010          | noiembrie 10, 2010                   | 6       |
|         | 1–5     | 104      | mai 10, 2011                | noiembrie 8, 2010           | noiembrie 10, 2010                   | 29      |
|         | 6       | 22       | septembrie 13, 2011         | noiembrie 7, 2011           | noiembrie 2, 2011                    | 6       |
|         | 1–6     | 126      | septembrie 20, 2011         | noiembrie 7, 2011           | noiembrie 9, 2011                    | 35      |
|         | 7       | 23       | septembrie 18, 2012         | noiembrie 5, 2012           | octombrie 31, 2012                   | 6       |
|         | 1–7     | 149      | -                           | noiembrie 5, 2012           | octombrie 31, 2012                   | 41      |
|         | 8       | 23       | septembrie 10, 2013         | octombrie 28, 2013          | septembrie 25, 2013                  | 6       |
|         | 1–8     | 172      | -                           | octombrie 28, 2013          | octombrie 16, 2013                   | 31      |
|         | 9       | 23       | septembrie 9, 2014          | octombrie 20, 2014          | TBA                                  | 6       |

| Sezonul | Sezonul | Episoade | Lansare Supernatural pe Blu-ray | Lansare Supernatural pe Blu-ray | Lansare Supernatural pe Blu-ray | Lansare Supernatural pe Blu-ray | Discuri |
| Sezonul | Sezonul | Episoade | Regiunea A                      | Regiunea A                      | Regiunea B                      | Regiunea B                      | Discuri |
| Sezonul | Sezonul | Episoade | Statele Unite                   | Canada                          | Regatul Unit                    | Australia                       | Discuri |
| ------- | ------- | -------- | ------------------------------- | ------------------------------- | ------------------------------- | ------------------------------- | ------- |
|         | 1       | 22       | iunie 15, 2010                  | iunie 15, 2010                  | august 22, 2011                 | octombrie 26, 2010              | 4       |
|         | 2       | 22       | iunie 14, 2011                  | iunie 7, 2011                   | august 22, 2011                 | octombrie 26, 2011              | 4       |
|         | 3       | 16       | noiembrie 11, 2008              | noiembrie 11, 2008              | noiembrie 10, 2008              | 4 martie 2009                   | 3       |
|         | 4       | 22       | septembrie 1, 2009              | septembrie 1, 2009              | noiembrie 2, 2009               | 6 ianuarie 2010                 | 4       |
|         | 5       | 22       | septembrie 7, 2010              | septembrie 7, 2010              | octombrie 18, 2010              | noiembrie 10, 2010              | 4       |
|         | 1–5     | 104      | –                               | –                               | noiembrie 8, 2010               | –                               | 19      |
|         | 6       | 22       | septembrie 13, 2011             | septembrie 13, 2011             | noiembrie 7, 2011               | noiembrie 2, 2011               | 4       |
|         | 1–6     | 126      | septembrie 20, 2011             | septembrie 20, 2011             | noiembrie 7, 2011               | noiembrie 9, 2011               | 23      |
|         | 7       | 23       | septembrie 18, 2012             | septembrie 18, 2012             | noiembrie 5, 2012               | octombrie 31, 2012              | 4       |
|         | 8       | 23       | septembrie 10, 2013             | septembrie 10, 2013             | octombrie 28, 2013              | septembrie 25, 2013             | 4       |
|         | 1–8     | 172      | -                               | -                               | noiembrie 5, 2013               | octombrie 16, 2013              | 31      |
|         | 9       | 23       | septembrie 9, 2014              | TBA                             | octombrie 20, 2014              | TBA                             | 4       |

## Legături externe
- Site web oficial
- Format:Imdb Episoade
- Format:Tv.com Episoade
- Supernatural la epguides.com